# Opération Tomodachi

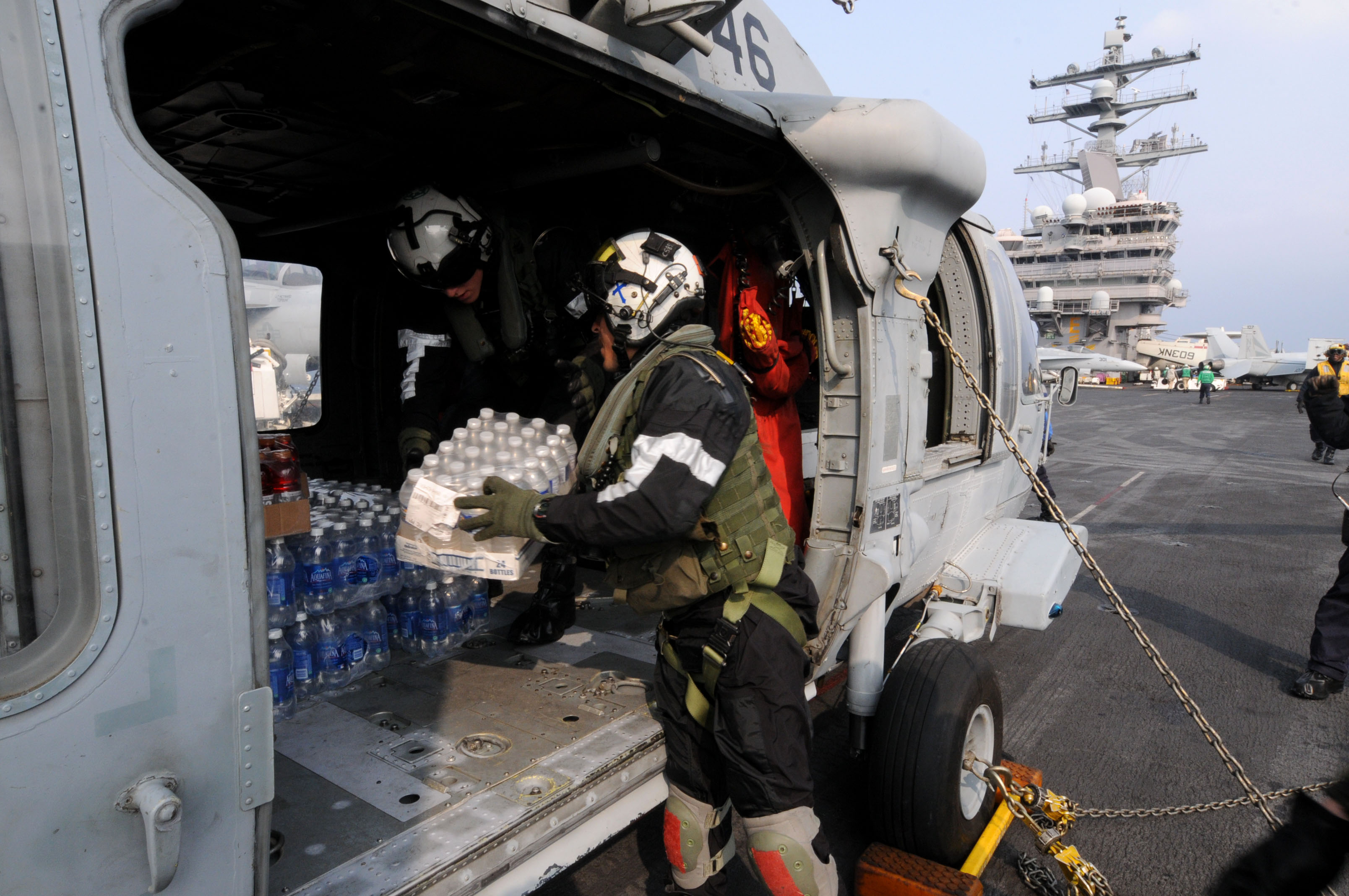
Chargement de provisions dans un hélicoptère de transport militaire de l'.

L’opération Tomodachi (トモダチ作戦, tomodachi sakusen) est une opération d'aide humanitaire des Forces armées des États-Unis au Japon à la suite du séisme de 2011 de la côte Pacifique du Tōhoku.

## Présentation
L'armée américaine s'appuie sur ses bases militaires au Japon, héritage de la Seconde Guerre mondiale.
L'opération a débuté le 12 mars 2011 et s'est terminée le 4 mai 2011.
Le département de la Défense des États-Unis a lancé l’opération et mobilisé des forces importantes, notamment autour de l'USS Ronald Reagan (CVN-76) et sa flottille d’accompagnement, la IIIe force expéditionnaire des Marines et des forces aériennes.